# Great Oakley (Essex)
Great Oakley – wieś i civil parish w Anglii, w hrabstwie Essex, w dystrykcie Tendring. Leży 53 km na wschód od miasta Chelmsford i 101 km na północny wschód od Londynu. W 2011 roku civil parish liczyła 1017 mieszkańców. Great Oakley jest wspomniana w Domesday Book (1086) jako Accleia/Adem. W obszar civil parish wchodzi także Stones Green.